# Jac.C. Keabrug
De Jac.C. Keabrug is een smalle witte houten ophaalbrug voor fietsers en voetgangers over de Oude Waver en ligt tussen Waver en Nessersluis. 
De brug verbindt de oostkade van de Rondehoep in de gemeente Ouder-Amstel met de Waverdijk in de gemeente De Ronde Venen. De brug verbindt tevens de provincies Noord-Holland en Utrecht. 
De brug dient door de scheepvaart, voornamelijk kleine pleziervaart die daar ook kunnen aanmeren, zelf worden bediend door middel van een ketting aan de westzijde waarmee de brug omhoog kan worden getrokken waarbij de brug aan de oostzijde ontgrendeld dient te worden. De brug kent geen slagboom. 
De brug wordt beheerd door het Groengebied Amstelland en maakt deel uit van het fietsnetwerk en er bevindt zich aan de westzijde van de brug aan de Waver een zitbank.
De brug is vernoemd naar een vroegere veehouder in de Rondehoep.  